# 洪国起
洪国起（1937年—），男，回族，北京人，中华人民共和国政治人物，曾任南开大学党委书记，中共天津市委委员，天津市人大常委会委员。